# Nördliche Eisenbahnbrücke (Budapest)
Die Újpesti vasúti híd (Újpester Eisenbahnbrücke), zur Unterscheidung von der südlicher liegenden Eisenbahnverbindungsbrücke auch Nördliche Eisenbahnbrücke (ungarisch Északi összekötő vasúti híd) genannt, ist eine von heute elf Brücken über die Donau in Budapest und dabei eine von zwei Eisenbahnbrücken. An dieser Stelle war in den Jahren 1892 bis 1896 eine Vorgängerbrücke errichtet worden.
Nach der Zerstörung im Zweiten Weltkrieg wurde 1955 ein Neuaufbau dem Verkehr übergeben. Diese Brücke erhielt einen durchlaufenden Fachwerkbalken über sieben Segmente. Die Gleise befinden sich auf Untergurtniveau.
2008 wurden die Überbauten der Nördlichen Eisenbahnbrücke vollständig erneuert. Ein kurzes Stück der alten Brücke befindet sich als begehbares Exponat im Bahnhistorischen Park Budapest.

## Fotos

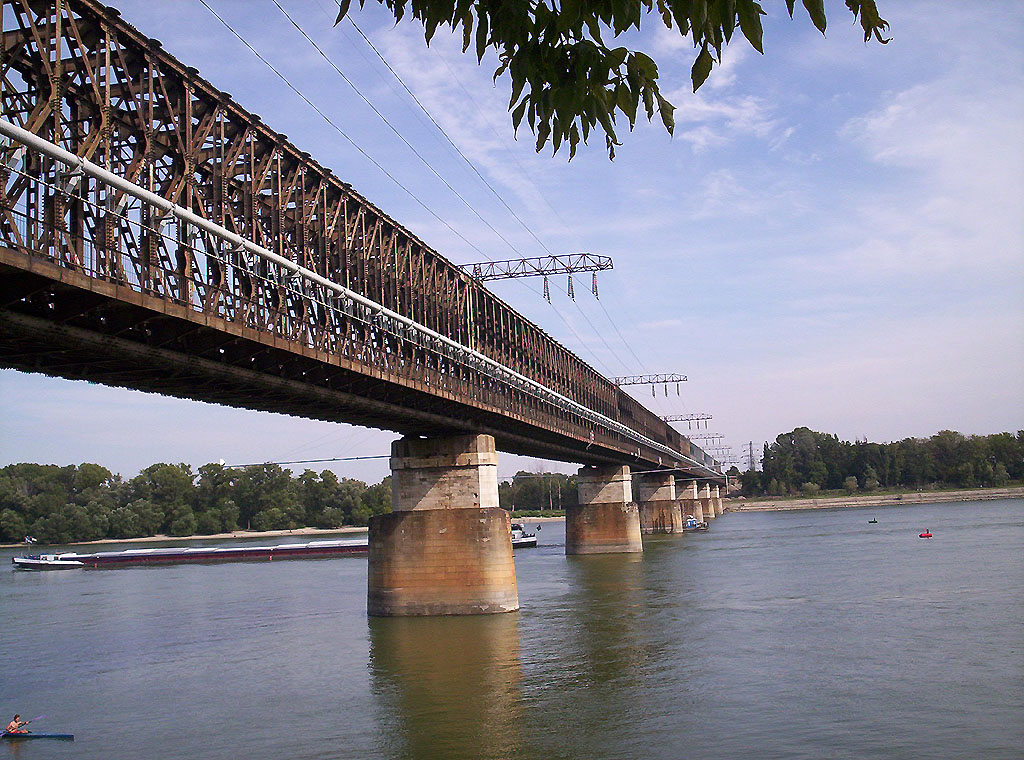
Alte Überbauten vor 2008
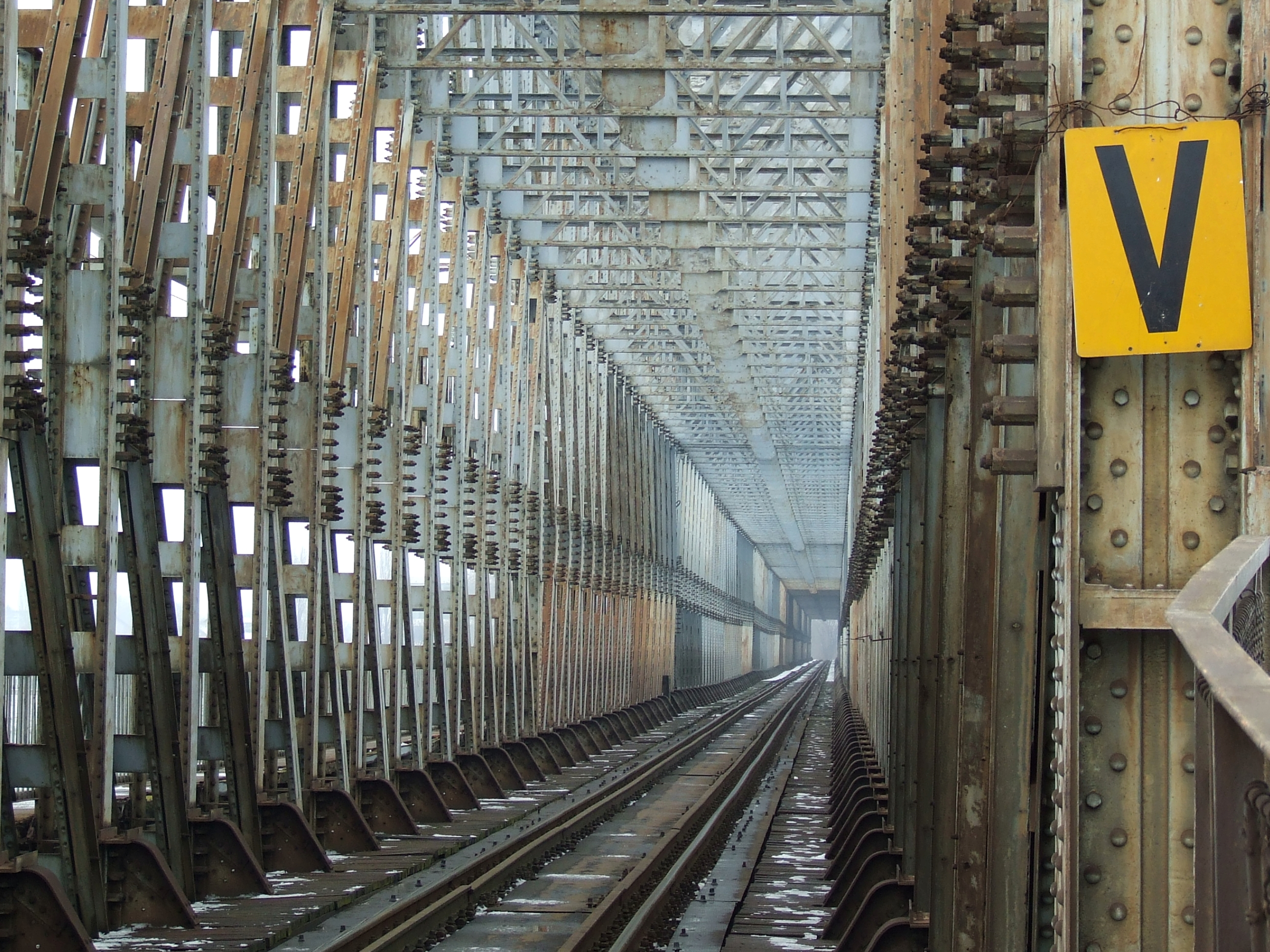
Blick in die alten Überbauten
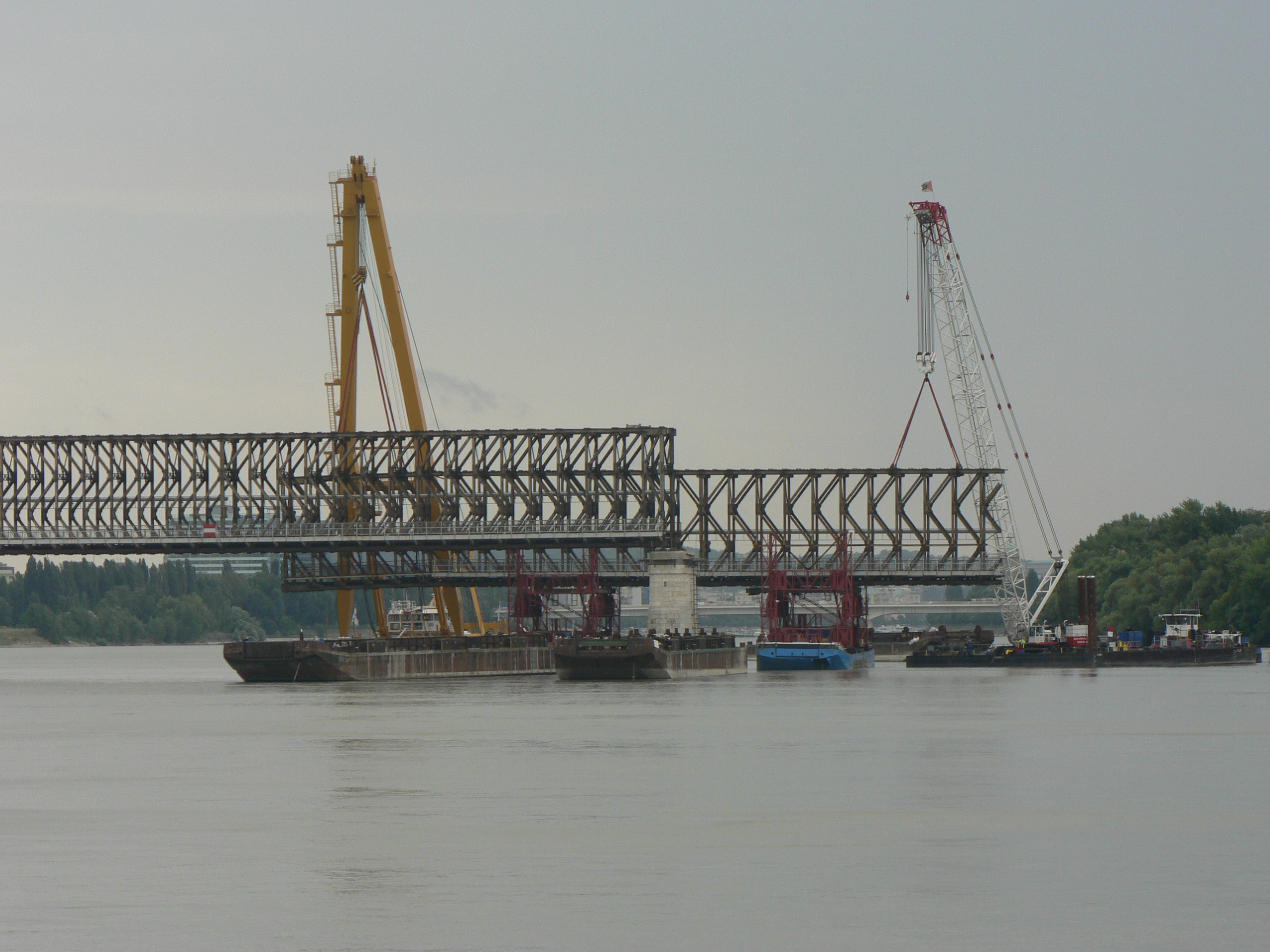
Demontage der alten Überbauten 2008
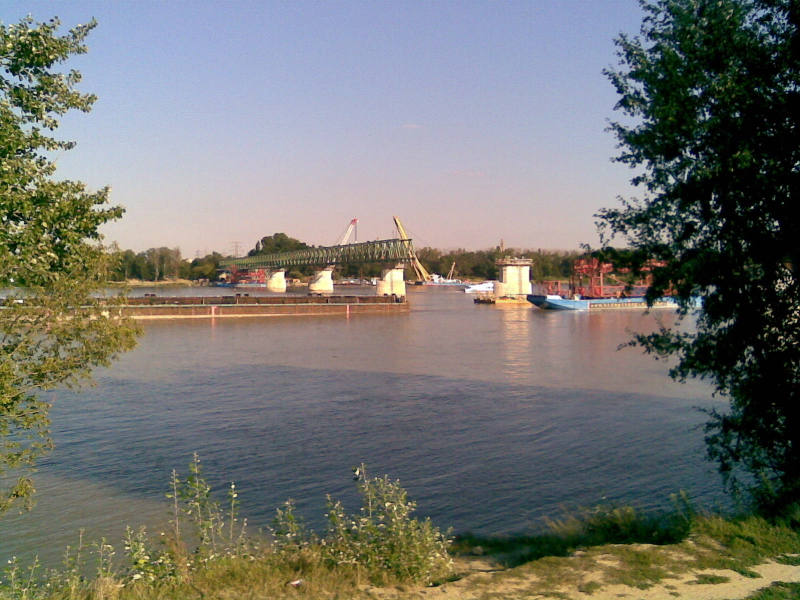
Montage der neuen Überbauten 2008
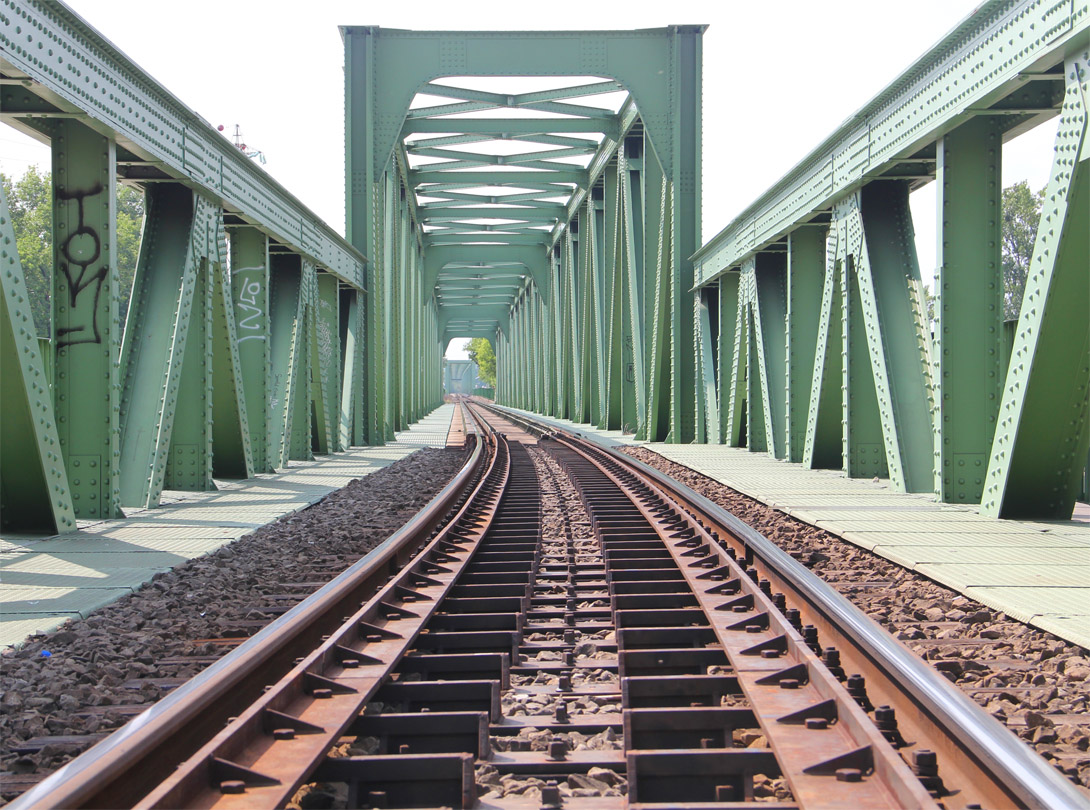
Neue Überbauten